# Teroldego Rotaliano
 (août 2018).
Si vous disposez d'ouvrages ou d'articles de référence ou si vous connaissez des sites web de qualité traitant du thème abordé ici, merci de compléter l'article en donnant les références utiles à sa vérifiabilité et en les liant à la section « Notes et références ».
Le Teroldego Rotaliano est un vin rouge italien protégé par une Denominazione di origine controllata (DOC) produit dans la province de Trente à partir du cépage Teroldego. Il existe également des vins rosés.
Le nom "Teroldego" pourrait dériver du cépage « Teroldola » cité dans un document du Concile de Trente, ou bien de l'allemand "Tiroler gold" (or du Tyrol), la région ayant été historiquement administrée par les Allemands. Le vin est également surnommé le prince du Trentin.

## Production
L'appellation, autorisée par décret présidentiel du 18 février 1971, couvre un territoire restreint de la plaine du Campo Rotaliano compris entre les municipalités de Mezzolombardo, Mezzocorona, et le hameau de Grumo dans la municipalité de San Michele all'Adige.
Les plus de 400 hectares de vignobles sont situés au confluent de la vallée de l'Adige et de la rivière Noce, à 220 mètres d'altitude, sur un sol sableux et calcaire recouvrant des couches de gravier provenant des montagnes dominant la plaine. Ils produisent plus de 40 000 hectolitres de vin DOC par année.

## Caractéristique
De couleur rouge rubis à rouge brique et légèrement tannique, le Teroldego Rotoliano développe de forts parfums et arômes fruités.